# Jacinta Escudos
Jacinta Escudos, sinh ra ở San Salvador, là một nhà văn có tác phẩm gồm tiểu thuyết, truyện ngắn, thơ ca, tiểu thuyết hư cấu và các niên sử báo chí đã được xuất bản tại các cửa hàng hàng ngày ở Trung Mỹ như La Nación (Costa Rica), La Prensa Gráfica (El Salvador), và El Nuevo Diario (Nicaragua). Trong khi cô chủ yếu viết bằng tiếng Tây Ban Nha, cô thông thạo tiếng Anh, tiếng Đức và tiếng Pháp. Cô đã đi du lịch rộng rãi và sống ở nhiều quốc gia Trung Mỹ và châu Âu. Đa số các kết hợp văn hóa và địa lý này thể hiện trong sản xuất văn học và tư duy trí tuệ của mình. Tiểu thuyết của cô, A-B-Sudario (Alfaguara, 2003), đã được trao giải thưởng Mario Monteforte Toledo Central American Prize for Fiction (Premio Centroamericano de Novela Mario Monteforte Toledo). Cô cũng đã nhận được sự lưu trú của La Maison des Écrivains Étrangers et des Traducteurs ở Saint-Nazaire, Pháp và Heinrich Böll Haus ở Langenbroich, Đức.
Mặc dù là một tác giả nhiều tác phẩm với nhiều ấn phẩm, phần lớn tác phẩm của Escudos vẫn chưa được công bố. Mặc dù các phương tiện lưu thông văn học thường bị hạn chế ở Trung Mỹ, nhưng một số tác phẩm chưa được xuất bản của Escudos vẫn được công nhận. Ví dụ, năm 2002, Escudos đã thắng một cuộc thi quốc gia ở El Salvador, Cuộc thi văn học thường niên lần thứ 14 của Tenth Annual Literary Contest of Ahuachapán (Décimos Juegos Florales de Ahuachapán) cho cuốn sách của cô, Crónicas para sentimentales.
Giọng nói tường thuật của Escudos tương tác với các hình thức và kỹ thuật thử nghiệm. Thử nghiệm này là cố ý, một trong những cấu trúc và đặt công việc của mình thông qua việc mở ra các khả năng trong mối quan hệ với bản thân và không gian. Giọng nói tường thuật này và mối quan hệ của nó với các bản đồ văn học khác được thể hiện trong sự tham gia hiện tại của Escudos trong thế giới blog. Blog chính thức của cô, Jacintario, là một phương tiện được cập nhật thường xuyên - một phần mở rộng của bài viết của Escudos hoạt động như một hình thức biểu đạt hàng ngày, nơi giọng nói và nội dung của tác giả thay đổi. Là một tạp chí văn hóa trực tuyến, Jacintario góp phần vào thế giới blog không đơn giản chỉ vì nó là một sản phẩm của một nhân vật văn học nổi tiếng, nhưng vì sự truy cập nhanh chóng và blog cung cấp trong mối quan hệ với một thể loại trong việc tạo ra.

## Xuất bản
Các doanh nghiệp văn học đáng chú ý của Escudos bao gồm:
- Crónicas para sentimentales (F&G Editores, 2010)
- El Diablo sabe mi nombre (Uruk editores, 2008)
- A-B-Sudario (Alfaguara, 2003)
- Felicidad doméstica y otras cosas aterradoras (Editorial X, 2002)
- El Desencanto (Dirección de Publicaciones e Impresos, 2001)
- Cuentos Sucios (Dirección de Publicaciones e Impresos, 1997)
- Contra-corriente (UCA Editores, 1993)
- Apuntes de una historia de amor que no fue (UCA Editores, 1987)

Công việc của cô, ngoài ra, đã được đặc trưng trong các bộ sưu tập sau:
- Idea crónica: Literatura de no ficción iberoamericana (Fundación TyPA, 2006)
- El Milagrero/Der Wundertäter (DTV, 2006)
- Literaturas centroamericanas hoy (Iberoamericana/Vervuert Verlag, 2005)
- Antología de cuentistas salvadoreñas (UCA Editores, 2004)
- Cicatrices: un retrato del cuento centroamericano (Anamá Ediciones, 2004)
- Pequeñas resistencias 2: Antología del cuento centroamericano contemporáneo (Páginas de Espuma, 2003)
- Um etwas Zeit zu retten: Literatur und Kunst im Heinrich-Böll-Haus Langenbroich (Heinrich Böll Stiftung, 2003)
- Papayas und Bananen: Erotische und andere Erzählungen aus Zentralamerika (Brandes & Apsel Verlag, 2002)
- Los centroamericanos: (Antología de cuentos) (Alfaguara, 2002)
- Cuentos centroamericanos (Editorial Andrés Bello, 2000)
- Cuentistas hispanoamericanas: Antología (Literal Books, 1996)
- And We Sold the Rain: Contemporary Fiction from Central America (Seven Stories Press, 1996, 2nd Edition [1988])
- Lovers and Comrades: Women's Resistance Poetry from Central America (The Women's Press, 1989)
- You Can't Drown the Fire: Latin American Women Writing in Exile (Cleis Press, 1988)
- Ixok Amar-Go: Central American Women's Poetry for Peace/Poesia de mujeres centroamericanas por la paz (Granite Press, 1987)